# Gerald Henderson Jr.
Gerald Henderson Jr. (Caldwell, 25 de maio de 1993) é um jogador norte-americano de basquete profissional que atualmente joga pelo Philadelphia 76ers, disputando a National Basketball Association (NBA). Foi draftado em 2009 na primeira rodada pelo  Charlotte Bobcats.

## Estatísticas na NBA

### Temporada regular
| Ano     | Equipe    | PJ  | PT  | MPP  | %TC  | %3P  | %TL  | RPP | APP | ROB | TPP | PPP  |
| ------- | --------- | --- | --- | ---- | ---- | ---- | ---- | --- | --- | --- | --- | ---- |
| 2009-10 | Charlotte | 43  | 0   | 8.3  | .356 | .211 | .745 | 1.3 | 0.3 | 0.2 | 0.2 | 2.6  |
| 2010-11 | Charlotte | 68  | 30  | 24.4 | .454 | .194 | .785 | 3.0 | 1.5 | 0.7 | 0.5 | 9.6  |
| 2011-12 | Charlotte | 55  | 55  | 33.3 | .459 | .234 | .760 | 4.1 | 2.3 | 0.9 | 0.4 | 15.1 |
| 2012-13 | Charlotte | 68  | 58  | 31.4 | .447 | .330 | .824 | 3.7 | 2.6 | 1.0 | 0.5 | 15.5 |
| 2013-14 | Charlotte | 77  | 77  | 32.0 | .433 | .348 | .761 | 4.0 | 2.6 | 0.7 | 0.4 | 14.0 |
| 2014-15 | Charlotte | 80  | 72  | 28.9 | .437 | .331 | .848 | 3.4 | 2.6 | .6  | .3  | 12.1 |
| 2015-16 | Portland  | 72  | 0   | 19.9 | .439 | .353 | .767 | 2.9 | 1.0 | .5  | .3  | 8.7  |
| Total   | Total     | 463 | 292 | 26.3 | .442 | .319 | .791 | 3.3 | 1.9 | .7  | .4  | 11.5 |

### Playoffs
| Ano   | Equipe    | PJ | PT | MPP  | %TC  | %3P  | %TL  | RPP | APP | ROB | TPP | PPP |
| ----- | --------- | -- | -- | ---- | ---- | ---- | ---- | --- | --- | --- | --- | --- |
| 2014  | Charlotte | 4  | 4  | 29.8 | .378 | .000 | .647 | 4.0 | 2.3 | 1.0 | .3  | 9.8 |
| 2016  | Portland  | 11 | 0  | 21.3 | .366 | .368 | .750 | 3.2 | 1.5 | .5  | .3  | 6.9 |
| Total | Total     | 15 | 4  | 23.5 | .370 | .250 | .690 | 3.4 | 1.7 | .7  | .3  | 7.7 |